# Passeport lésothien
Le passeport lésothien est un document de voyage international délivré aux ressortissants lésothiens, et qui peut aussi servir de preuve de la citoyenneté lésothienne.